# Le Livre d'or de la science-fiction
Le Livre d'or de la science-fiction (en abrégé : LOSF) est une collection d'anthologies de nouvelles fantastiques ou de science-fiction publiée de 1978 à 1987. Dirigée par Jacques Goimard, elle avait pour vocation de présenter un panorama de la science-fiction classique et moderne.
Cette collection a publié de nombreux recueils consacrés soit à un auteur soit à un thème (comme la série des quatre tomes sur l'épopée fantastique consacrée à l'heroic fantasy). On y retrouve les grands noms de la science-fiction et du fantastique jusqu'en 1980, ce qui en fait une série de référence dans ces domaines.
En accord avec le titre de la collection, les livres se présentent avec le dos et la quatrième de couverture dorés.
De 1988 à 1999, une partie de la collection a été rééditée chez Pocket, sous le titre Le Grand Temple de la S-F avec de nouveaux noms.

## Liste des ouvrages
Par ordre de publication.

### Le Livre d'or de la science-fiction: Ursula Le Guin
- Situation dans la série : no 5012
- Auteur concerné par l'anthologie : Ursula Le Guin

### Le Livre d'or de la science-fiction: Theodore Sturgeon
- Situation dans la série : no 5013
- Auteur concerné par l'anthologie : Theodore Sturgeon

### Le Livre d'or de la science-fiction: Frank Herbert
- Situation dans la série : no 5018
- Auteur concerné par l'anthologie : Frank Herbert

### Le Livre d'or de la science-fiction: Norman Spinrad
- Situation dans la série : no 5030
- Auteur concerné par l'anthologie : Norman Spinrad

### Le Livre d'or de la science-fiction: Robert Silverberg
- Situation dans la série : no 5032
- Auteur concerné par l'anthologie :  Robert Silverberg

### Le Livre d'or de la science-fiction: Le Manoir des roses (L'Épopée fantastique - 1)
- Situation dans la série : no 5035.
- Présentation de Marc Duveau.

### Le Livre d'or de la science-fiction: John Brunner
- Situation dans la série : no 5049
- Auteur concerné par l'anthologie : John Brunner

### Le Livre d'or de la science-fiction: Philip K. Dick
- Situation dans la série : no 5051
- Auteur concerné par l'anthologie : Philip K. Dick

### Le Livre d'or de la science-fiction: La Citadelle écarlate (L'Épopée fantastique - 2)
- Situation dans la série : no 5055.
- Présentation de Marc Duveau.
- Illustration de la couverture par Wojtek Siudmak.

### Le Livre d'or de la science-fiction: Gérard Klein
- Situation dans la série : no 5056.
- Auteur concerné par l'anthologie : Gérard Klein.

### Le Livre d'or de la science-fiction: Encore des femmes et des merveilles
- Situation dans la série : no 5058.
- Présentation de Pamela Sargent.

### Le Livre d'or de la science-fiction: Catherine Moore & Henry Kuttner
- Situation dans la série : no 5061.
- Auteurs concernés par l'anthologie : Catherine Moore et Henry Kuttner.

### Le Livre d'or de la science-fiction: Philip José Farmer
- Situation dans la série : no 5066 .
- Auteur concerné par l'anthologie : Philip José Farmer.

### Le Livre d'or de la science-fiction: A. E. van Vogt
- Situation dans la série : no 5071 .
- Auteur concerné par l'anthologie : A. E. van Vogt.

### Le Livre d'or de la science-fiction: J. G. Ballard
- Situation dans la série : no 5074.
- Auteur concerné par l'anthologie : J. G. Ballard.

### Le Livre d'or de la science-fiction: Robert Sheckley
- Situation dans la série : no 5075.
- Auteur concerné par l'anthologie : Robert Sheckley.

### Le Livre d'or de la science-fiction: Christopher Priest
- Situation dans la série : no 5078.
- Auteur concerné par l'anthologie : Christopher Priest.

### Le Livre d'or de la science-fiction: Philippe Curval
- Situation dans la série : no 5079
- Auteur concerné par l'anthologie : Philippe Curval

### Le Livre d'or de la science-fiction: Joe Haldeman - La3eguerremondiale n'aura pas lieu
- Situation dans la série : no 5084
- Thème : Troisième Guerre mondiale

### Le Livre d'or de la science-fiction: Science-fiction allemande - Étrangers à Utopolis
- Situation dans la série : no 5087

### Le Livre d'or de la science-fiction: Isaac Asimov
- Situation dans la série : no 5092
- Auteur concerné par l'anthologie : Isaac Asimov

### Le Livre d'or de la science-fiction: Alain Dorémieux
- Situation dans la série :  no 5094
- Auteur concerné par l'anthologie : Alain Dorémieux
- Présentation de Jean-Pierre Andrevon

### Le Livre d'or de la science-fiction: Jack Vance
- Situation dans la série : no 5097
- Auteur concerné par l'anthologie : Jack Vance

### Le Livre d'or de la science-fiction: Robert Heinlein
- Situation dans la série : no 5102.
- Auteur concerné par l'anthologie : Robert A. Heinlein.

### Le Livre d'or de la science-fiction: Thomas Disch
- Situation dans la série : no 5103
- Auteur concerné par l'anthologie : Thomas Disch

### Le Livre d'or de la science-fiction: Michael Moorcock
- Situation dans la série : no 5105.
- Auteur concerné par l'anthologie : Michael Moorcock.

### Le Livre d'or de la science-fiction: Richard Matheson
- Situation dans la série : no 5110
- Auteur concerné par l'anthologie : Richard Matheson

### Le Livre d'or de la science-fiction: Le Monde des chimères (L'Épopée fantastique - 3)
- Situation dans la série : no 5112

### Le Livre d'or de la science-fiction: Arthur C. Clarke
- Situation dans la série : no 5118
- Auteur concerné par l'anthologie : Arthur C. Clarke

### Le Livre d'or de la science-fiction: Science-fiction italienne
- Situation dans la série : no 5119

### Le Livre d'or de la science-fiction: Michel Jeury
- Situation dans la série : no 5133.
- Auteur concerné par l'anthologie : Michel Jeury.

### Le Livre d'or de la science-fiction: Fritz Leiber
- Situation dans la série : no 5138
- Auteur concerné par l'anthologie : Fritz Leiber

### Le Livre d'or de la science-fiction: La Cathédrale de sang (L'Épopée fantastique - 4)
- Situation dans la série : no 5143.

### Le Livre d'or de la science-fiction: Brian Aldiss
- Situation dans la série : no 5150.
- Auteur concerné par l'anthologie : Brian Aldiss.

### Le Livre d'or de la science-fiction: Orbit
- Orbit.
- Situation dans la série : no 5163.

### Le Livre d'or de la science-fiction: Science-fiction soviétique
- Situation dans la série : no 5174.

### Le Livre d'or de la science-fiction: Jean-Pierre Andrevon
- Situation dans la série : no 5177.
- Auteur concerné par l'anthologie : Jean-Pierre Andrevon.

### Le Livre d'or de la science-fiction: Raphael Lafferty
- Situation dans la série : no 5187.
- Auteur concerné par l'anthologie : R. A. Lafferty.

### Le Livre d'or de la science-fiction: Clifford D. Simak
- Situation dans la série : no 5199
- Auteur concerné par l'anthologie : Clifford D. Simak.

### Le Livre d'or de la science-fiction: Harry Harrison
- Situation dans la série : no 5205.
- Auteur concerné par l'anthologie : Harry Harrison.

### Le Livre d'or de la science-fiction: Roger Zelazny
- Situation dans la série : no 5217
- Auteur concerné par l'anthologie : Roger Zelazny

### Le Livre d'or de la science-fiction: Jules Verne
- Situation dans la série : no 5233.
- Auteur concerné par l'anthologie : Jules Verne.

### Le Livre d'or de la science-fiction: Alfred Bester
- Situation dans la série : no 5234.
- Auteur concerné par l'anthologie : Alfred Bester.

### Le Livre d'or de la science-fiction: James Tiptree
- Situation dans la série : no 5243.
- Auteur concerné par l'anthologie : James Tiptree, Jr..

### Le Livre d'or de la science-fiction: John Wyndham
- Situation dans la série : no 5249
- Auteur concerné par l'anthologie : John Wyndham.

### Le Livre d'or de la science-fiction: Damon Knight
- Situation dans la série : no 5257
- Auteur concerné par l'anthologie : Damon Knight.